# Куэльо, Эмиль
Эмиль Куэльо (исп. и англ. Emil Cuello; род. 2 января 1997, Буэнос-Айрес, Аргентина) — аргентинско-американский футболист, полузащитник клуба «Финикс Райзинг».
Куэльо родился в Аргентине, когда ему исполнилось 5 лет, его семья переехала в США.

## Карьера
В 2015—2018 годах Куэльо играл за футбольную команду Южного методистского университета.
В 2016 году он также выступал в Премьер-лиге развития за клуб «Ошен-Сити Нор’истерс».
11 января 2019 года на Супердрафте MLS Куэльо был выбран под общим 19-м номером клубом «Лос-Анджелес Гэлакси». Клуб подписал с ним контракт 27 февраля. Его профессиональный дебют состоялся 2 марта в матче стартового тура сезона против «Чикаго Файр». 12 июня в матче четвёртого раунда Открытого кубка США против любительского клуба «Ориндж Каунти» он забил свой первый гол за «Гэлакси». По окончании сезона 2020 «Лос-Анджелес Гэлакси» не стал продлевать контракт с Куэльо.
20 января 2021 года Куэльо подписал контракт с клубом Чемпионшипа ЮСЛ «Сан-Антонио» на сезон 2021. За «Сан-Антонио» он дебютировал 1 мая в стартовом для клуба матче сезона против «Колорадо-Спрингс Суитчбакс». 8 мая в матче против «Реал Монаркс» он забил свой первый гол за «Сан-Антонио».
25 августа 2021 года «Сан-Антонио» и «Сакраменто Рипаблик» обменялись игроками на правах аренды до конца сезона: в Техас отправился Митчелл Тейнтор, в Калифорнию — Эмиль Куэльо. За «Сакраменто» он дебютировал 28 августа в матче против «Сан-Диего Лойал», выйдя на замену с началом второго тайма. 2 октября в матче против «Такома Дифайенс» он забил свой первый гол за «Рипаблик», а также отдал голевую передачу.
14 декабря 2021 Куэльо подписал постоянный контракт с «Сакраменто Рипаблик» на сезон 2022. По окончании сезона 2022 «Сакраменто Рипаблик» не продлил контракт с Куэльо.
2 февраля 2023 года Куэльо подписал контракт с «Финикс Райзинг». Дебютировал за «Финикс Райзинг» он 11 марта в матче стартового тура сезона 2023 против «Чарлстон Бэттери». 30 сентября в матче против «Ориндж Каунти» он забил свой первый гол за «Финикс Райзинг». 29 декабря Куэльо перезаключил контракт с «Финикс Райзинг».

## Достижения
Командные
 «Финикс Райзинг»
- Чемпион Чемпионшипа ЮСЛ: 2023